# Laurent Naouri
Laurent Naouri (n. 23 mai 1964, Paris) este un bas-bariton francez.

## Biografie
Fost elev la École centrale de Lyon, o școală de ingineri, Laurent Naouri a decis să se consacre definitiv artei cântului în 1986 completându-și studiile la Guildhall School of Musica Drama din Londra.
A fost foarte curând angajat atât în Franța câ și în străinătate, repetoriul lui extinzându-se de la Monteverdi până la compozitorii contemporani. A evoluat sub bagheta unori maeștrii renumiți ca Maurizio Benini, William Christie, René Jacobs, Marc Minkowski, Kent Nagano.
Naouri este căsătorit cu soprana Natalie Dessay și are doi copii.

## Înregistrări
- Berlioz
  - Benvenuto Cellini, Balducci, cu Gregory Kunde, Patrizia Ciofi, Joyce Di Donato, Jean-François Lapointe, Renaud Delaigue, Chœur de Radio France, Orchestre National de France, John Nelson, Virgin Classics - 3 CD 5 45706 2
  - L'Enfance du Christ, cu Véronique Gens, Paul Agnew, Olivier Lallouette, Frédéric Caton, Collegium Vocale / La Chapelle Royale, Orchestre des Champs-Élysées, Philippe Herreweghe, Harmonia mundi
  - La Révolution grecque (Grandes œuvres chorales), cu Villazon et Rivencq, Chœur les Éléments, Orchestre National du Capitole de Toulouse, Michel Plasson, EMI
  - Beatrice & Benedict, cu David Wilson-Johnson, Susan Gritton, Kenneth Tarver, London Symphony Orchestra, Sir Colin Davis, LSO live
- Boieldieu
  - La Dame blanche, cu Sylvie Brunet, Mireille Delunsch, Annick Massis, Jean-Paul Fouchécourt, Rockwell Blake, Chœur de Radio France, Ensemble Orchestral de Paris, Marc Minkowski, EMI
- Bruneau
  - Requiem Lazare, cu Sylvie Sullé, Jean-Luc Viala, Orchestre National d'Ile de France, Jacques Mercier, BMG
- Gaetano Donizetti
  - L'Elisir d'amore, Belcore, cu Heidi Grant Murphy, Paul Groves, Ambrogio Maestri, Aleksandra Zamojska, Orchestre et Chœurs de l'Opéra National de Paris, Edward Gardner, BelAir classiques 2006, DVD
- Fauré
  - Mélodies, cu Claire Brua și David Abramovitz (pian), Résonance
- Gluck
  - Iphigénie en Tauride, Thoas, cu Mireille Delunsch, Simon Keenlyside, Yann Beuron, Alexia Cousin, 'Les Musiciens du Louvre, Marc Minkowski, Deutsche Grammophon 
  - Armide, Hidraot, cu Mireille Delunsch, Charles Workman, Ewa Podles, Françoise Masset, Nicole Heaston, Brett Polegato, Vincent Le Texier, Magdalena Kozená, Valérie Gabail, Les Musiciens du Louvre, Marc Minkowski, Deutsche Grammophon
- Händel
  - La Resurrezione HWV 47, Linda Maguire, Jennifer Smith, Annick Massis, John Mark Ainsley, Les Musiciens du Louvre, Marc Minkowski, Deutsche Grammophon
  - Aci, Galatea e Polifemo,  cu Sara Mingardo(alt), Sandrine Piau (soprană), Le Concert D'Astrée, Emmanuelle Haïm, Virgin Classics
  - Alcina, Melisso, cu Renée Fleming, Susan Graham, Natalie Dessay, Kathleen Kuhlmann, Timothy Robinson, Juanita Lascarro, Orchestre et chœur des Arts Florissants, William Christie, Erato
- Lidarti
  - Esther, oratoriu în limba ebreă în 3 acte cu Ulrike Helzel (mezzosoprană), Anne-Lise Sollied (soprană), Donald Litaker (tenor), Orchestre National de Montpellier, Friedmann Layer, Accord
- Lully
  - Acis et Galatée, Polyphème, Jean-Paul Fouchécourt, Éronique Gens, Jean-Paul Fouchécourt, Howard Crook, Françoise Masset, Mireille Delunsch, Thierry Félix, Les Musiciens du Louvre, Marc Minkowski, Deutsche Grammophon
  - Phaëton, Saturne, avec Howard Crook, Rachel Yakar, Jennifer Smith, Véronique Gens, Gérard Theruel, Jean-Paul Fouchécourt, Philippe Huttenlocher, Virginie Pochon, Jérôme Varnier, Florence Couderc, Les Musiciens du Louvre, Marc Minkowski, Erato
- Offenbach
  - Récital Von Otter Anne Sofie von Otter cântă Offenbach, Marc Minkovski, Les Musiciens du Louvre, Deutsche Grammophon
  - Orphée aux enfers cu Jennifer Smith, Natalie Dessay, Jean-Paul Fouchécourt, Yann Bouron, Steven Cole, Veronique Gens, Ewa Podles, Patricia Petibon, Chœur et Orchestre de l'Opéra de Lyon, Marc Minkowski, EMI
  - La Belle Hélène, Avec Felicity Lott, Yann Beuron, Michel Sénéchal, François Le Roux, Marie-Ange Todorovitch, Eric Huchet, Hjördis Thébault, Stéphanie d'Oustrac, Magali Léger Les Musiciens du Louvre, Mark Minkowski, Virgin Classics
- Poulenc
  - Poulenc et les poètes : melodii pe poeme de Apollinaire, Éluard și Garcia Lorca cu David Abramovitz, pian, Harmonic records
- Rameau
  - Hippolyte et Aricie
    - Thésée cu Eirian James, Mark Padmore, Anna Maria Panzarella, Lorraine Hunt, William Christie, Les Arts Florissants Erato
    - Pluton, Neptune, Jupiter cu Véronique Gens, Jean-Paul Fouchécourt, Bernarda Fink, Russell Smythe, Thérèse Feighan, Annick Massis, Florence Katz, Jean-Louis Georgel, Luc Coadou, Les Musiciens du Louvre, Ensemble Vocal Sagittarius, Marc Minkowski, Deutsche Grammophon

  - Dardanus Anténor, cu John Mark Ainsley, Véronique Gens, Mireille Delunsch, Jean-Philippe Courtis, Russell Smythe, Magdalena Kozená, Françoise Masset, Jean-Louis Bindi, Jean-François Lombard, Marcos Pujol, Valérie Gabail, Marc Minkovski, Les Musiciens du Louvre, Chœur des Musiciens du Louvre, Deutsche Grammophon
- Ravel
  - Mélodies pour voix & Piano cu Gerard Theruel (bariton), Xavier Gagnepain (violoncel), Vinçen Prat (flaut), Claire Brua (mezzosoprană), David Abramovitz (pian), Inva Mula-Tchako (soprană), Valérie Millot (soprană), Naxos
- Roussel
  - Les Mélodies cu Étienne Plasman (flaut), Billy Eidi (pian), Yann Beuron (tenor), Luxembourg Symphony Orchestra Jean-Yves Ossonce, Timpani
- Stravinski
  - Le Rossignol Le Chambellan, cu Natalie Dessay, Marie McLaughlin, Violeta Urmana, Vsevolod Grivnov, Albert Schagidullin, Maxime Mikhailov, Olivier Berg, Wassyl Slipak, Grzegorz Staskiewicz, Claire Servian, Olga Oussova, Ian Caley, Orchestre et Chœurs de l'Opéra National de Paris, James Conlon EMI